# Зла-Весь (Поморське воєводство)
Зла-Весь (пол. Zła Wieś, нім. Bösendorf) — село в Польщі, у гміні Тромбки-Великі Ґданського повіту Поморського воєводства.
Населення — 150 осіб (2011).
У 1975-1998 роках село належало до Гданського воєводства.

## Демографія
Демографічна структура станом на 31 березня 2011 року:
|          | Загалом | Допрацездатний вік | Працездатний вік | Постпрацездатний вік |
| -------- | ------- | ------------------ | ---------------- | -------------------- |
| Чоловіки | 75      | 29                 | 44               | 2                    |
| Жінки    | 75      | 21                 | 42               | 12                   |
| Разом    | 150     | 50                 | 86               | 14                   |